# Tirat Carmel
Tirat Carmel (hebräisch טירת כרמל, arabisch طيرة الكرمل, DMG Ṭīrat al-Karmal) ist eine Stadt in Israel. Sie ist Teil des Ballungsgebietes der Hafenstadt Haifa.

## Lage und allgemeine Angaben
Tirat Carmel liegt wenige Kilometer südlich von Haifa im Bereich der Karmelküste zwischen dem Karmelgebirge und dem Mittelmeer.
Tirat Carmel wurde 1948 an der Stelle des früheren arabischen Dorfes al-Tira gegründet, dessen Einwohner den Ort im Verlauf des Unabhängigkeitskrieges verlassen hatten. 1992 wurde Tirat Carmel zur Stadt erhoben. 2018 hatte Tirat Carmel 22.210 Einwohner.

## Partnerstädte
- Monheim am Rhein, Nordrhein-Westfalen, Deutschland (1989)
- Maurepas (Yvelines), Île-de-France, Frankreich

## Söhne und Töchter
- 1974: Sharon Gal, israelischer Journalist und Politiker